# Ministerio de Salud Pública de Uruguay

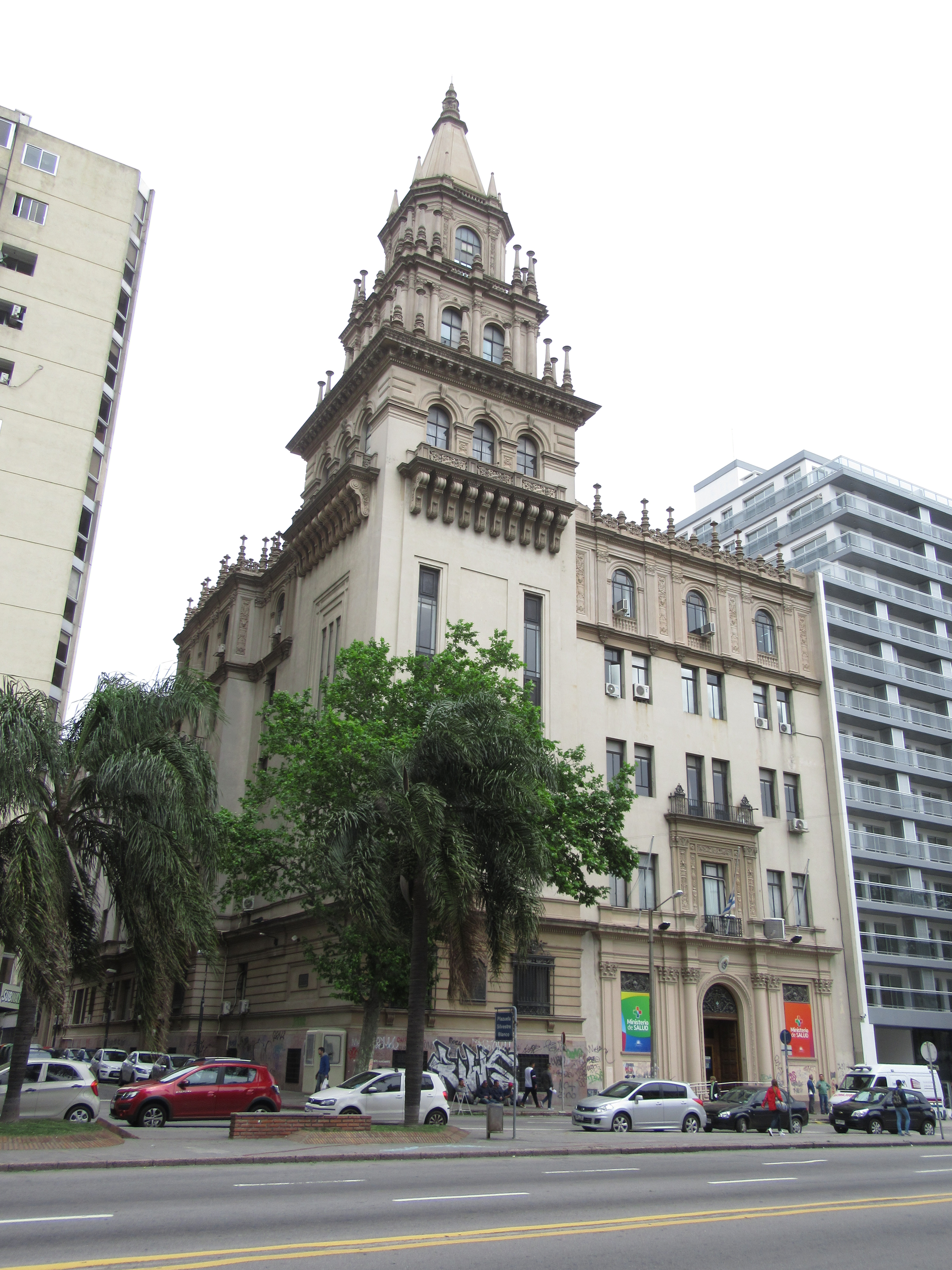
Edificio del Instituto Profílactico de la Sífilis, sede del Ministerio de Salud Pública

El Ministerio de Salud Pública es la secretaría de Estado que integra el Poder Ejecutivo de Uruguay y es responsable de establecer las políticas y las estrategias en materia de salud pública.

## Historia
El 5 de setiembre de 1933 el presidente de facto Gabriel Terra, crea la figura de Ministro de Salud Pública. Un año después, el 12 de enero del año 1934 es promulgada la ley 9202 de creación del Ministerio o Ley Orgánica de Salud Pública, donde se fusionaron las dos instituciones públicas existentes hasta ese momento, las cuales eran, por un lado el Consejo Nacional de Higiene, que tenía funciones fundamentalmente normativas, y la Asistencia Pública Nacional, cuyas funciones eran predominantemente asistenciales. El primer titular de la cartera fue el médico y político Eduardo Blanco Acevedo.

## Cometidos y competencias
En la actualidad tiene como cometido establecer las políticas y las estrategias para el cumplimiento de las funciones esenciales de salud pública, así como orientar el funcionamiento del Sistema Nacional Integrado de Salud (SNIS).
La secretaría de estado tiene a su cargo los cometidos definidos por su ley orgánica número 9202 del año 1934, que le asigna el rol de Policía Sanitaria, el contralor de las IAMC (reguladas por el decreto ley 15181), el control y registro de los medicamentos establecidos por leyes especiales y sus decretos reglamentarios (por ejemplo ley 15443 y decreto 521/84), el control de las farmacias (reguladas por el decreto ley 15703 y la ley 17715) y los importadores de medicamentos y alimentos modificados, la política nacional en materia epidemiológica (vacunas), y el registro de los profesionales y prestadores integrales y parciales de salud.
Desde la aprobación de la ley 18161 del 29 de julio de 2007, en la cual se crea la Administración de los Servicios de Salud del Estado (ASSE), el ministerio deja de tener competencia directa sobre los centros de salud del país.

## Estructura
La actual ministra de Salud es, desde el 1° de marzo de 2025, Cristina Lustemberg.
Les estructura del MSP es:
- Dirección General de Secretaría
- Dirección General de la Salud
- Dirección General del Sistema Nacional de Salud

- Instituto Nacional de Donación y Trasplante de Células, Tejidos y Órganos
- Dirección General de Coordinación
- Dirección General de Fiscalización

## Lista de ministros
| Ministros de Salud Pública |                             |                          |                          |
| Nº                         | Ministro                    | Inicio del mandato       | Fin del mandato          |
| 1                          | Eduardo Blanco Acevedo      | 1933                     | 1936                     |
| 2                          | Juan César Mussio Fournier  | 1936                     | 1943                     |
| 3                          | Adolfo Folle Joanicó        | 1943                     | 1945                     |
| 4                          | Francisco Forteza           | 1946                     | 1947                     |
| 5                          | Enrique Claveaux            | 1947                     | 1949                     |
| 6                          | Lisandro Cersósimo          | 1950                     | 1951                     |
| 7                          | Carlos A. Viana Aranguren   | 1951                     | 1952                     |
| 8                          | Federico García Capurro     | 1952                     | 1954                     |
| 9                          | Julio César Estrella        | 1° de marzo de 1955      | 10 de mayo de 1956       |
| 10                         | Vicente Basagoiti           | 16 de mayo de 1956       | 30 de octubre de 1958    |
| 11                         | Washington Isola            | 5 de noviembre de 1958   | 1° de marzo de 1959      |
| 12                         | Carlos Stajano              | 1° de marzo de 1959      | 13 de abril de 1960      |
| 13                         | Aparicio Méndez             | 13 de abril de 1961      | 16 de junio de 1964      |
| 14                         | Francisco Rodríguez Camusso | 16 de junio de 1965      | 28 de febrero de 1967    |
| 15                         | Ricardo Yannicelli          | 1° de marzo de 1967      | 20 de marzo de 1968      |
| 16                         | Carlos Queraltó Oribe       | 20 de marzo de 1968      | 13 de junio de 1968      |
| 17                         | Walter Ravenna              | 20 de junio de 1968      | 1° de marzo de 1972      |
| 18                         | Pablo Purriel               | 1° de marzo de 1972      | 27 de junio de 1973      |
| 19                         | Juan Bruno Iruleguy¹        | 11 de julio de 1973      | 4 de julio de 1974       |
| 20                         | Justo Alonso Leguízamo¹     | 4 de julio de 1974       | 13 de enero de 1976      |
| 21                         | Mario Arcos Pérez¹          | 14 de enero de 1976      | 1° de septiembre de 1976 |
| 22                         | Antonio Cañellas¹           | 1° de septiembre de 1976 | 1° de septiembre de 1981 |
| 23                         | Luis Givogre¹               | 1° de septiembre de 1981 | 1° de marzo de 1985      |
| 24                         | Raúl Ugarte                 | 1° de marzo de 1985      | 1 de marzo de 1990       |
| 25                         | Alfredo Solari              | 1° de marzo de 1990      | 24 de mayo de 1991       |
| 26                         | Carlos Delpiazzo            | 10 de junio de 1991      | 11 de agosto de 1992     |
| 27                         | Guillermo García Costa      | 12 de agosto de 1992     | 1° de marzo de 1995      |
| 28                         | Alfredo Solari              | 1° de marzo de 1995      | 18 de marzo de 1997      |
| 29                         | Raúl Bustos                 | 18 de marzo de 1997      | 1° de marzo de 2000      |
| 30                         | Horacio Fernández Ameglio   | 1° de marzo de 2000      | 15 de mayo de 2001       |
| 31                         | Luis Fraschini              | 15 de mayo de 2001       | 6 de marzo de 2002       |
| 32                         | Alfonso Varela              | 6 de marzo de 2002       | 19 de febrero de 2003    |
| 33                         | Conrado Bonilla             | 24 de febrero de 2003    | 1° de marzo de 2005      |
| 34ª                        | María Julia Muñoz           | 1° de marzo de 2005      | 1° de marzo de 2010      |
| 35                         | Daniel Olesker              | 1° de marzo de 2010      | 19 de julio de 2011      |
| 36                         | Jorge Venegas               | 19 de julio de 2011      | 25 de febrero de 2013    |
| 37ª                        | Susana Muñiz                | 25 de febrero de 2013    | 1° de marzo de 2015      |
| 38                         | Jorge Basso                 | 1° de marzo de 2015      | 1° de marzo de 2020      |
| 39                         | Daniel Salinas              | 1° de marzo de 2020      | 12 de marzo de 2023      |
| 40ª                        | Karina Rando                | 12 de marzo de 2023      | 1 de marzo de 2025       |
| 41ª                        | Cristina Lustemberg         | 1 de marzo de 2025       | en el cargo              |

¹ Ministros de la dictadura cívico-militar (1973-1985).